# Moderní liberalismus
Moderní liberalismus (ve Spojených státech často označovaný jen jako liberalismus) je dominantní variantou liberalismu ve Spojených státech. Spojuje myšlenky občanské svobody a rovnosti s podporou sociální spravedlnosti a smíšené ekonomiky. Podle Iana Adamse jsou všechny hlavní americké strany „liberální a vždycky byly. V podstatě se hlásí ke klasickému liberalismu, což je forma demokratizovaného whigovského konstitucionalismu plus volný trh. Rozdíl přichází s vlivem sociálního liberalismu“.
Z ekonomického hlediska se moderní liberalismus staví proti omezování záchranné sociální sítě a podporuje roli státu ve snižování ekonomických a sociálních nerovností, poskytování vzdělání, zajišťování přístupu ke zdravotní péči, regulaci hospodářské činnosti a ochraně životního prostředí. Tato forma liberalismu se zformovala ve 20. století ve Spojených státech, kdy se volební právo a další občanská práva rozšířila na širší vrstvy občanů. Mezi hlavní příklady patří Square Deal a New Nationalism Theodora Roosevelta, New Freedom Woodrowa Wilsona, New Deal Franklina D. Roosevelta, Fair Deal Harryho S. Trumana, New Frontier Johna F. Kennedyho a Great Society Lyndona B. Johnsona.
V první polovině 20. století měly obě hlavní americké strany konzervativní a liberální křídlo. Konzervativní republikáni ze Severu a demokraté z Jihu tvořili konzervativní koalici, která v době před nástupem hnutí za občanská práva dominovala Kongresu. Když demokraté pod vedením prezidenta Johnsona začali podporovat občanská práva, stal se dříve Solid South – pevně demokratický Jih – pevně republikánským (s výjimkou obvodů s velkým počtem afroamerických voličů). Od 60. let 20. století je Demokratická strana považována za liberální a Republikánská strana za konzervativní. Jako skupina jsou liberálové označováni jako levice a konzervativci jako pravice. Od 21. století se také objevuje ostré dělení na liberály, kteří mají tendenci žít v hustších a různorodějších oblastech, a na konzervativce, kteří mají tendenci žít v méně početných a více homogenních oblastech.

## Přehled
Moderní liberální filozofie silně podporuje veřejné výdaje na vzdělávání, zdravotnictví a sociální péči. K důležitým sociálním otázkám v první polovině 21. století patří ekonomická nerovnost (v bohatství a příjmech), volební právo menšin, podpůrná akce, práva žen (včetně antikoncepce a práva na potrat), podpora práv LGBT a reforma imigrace. Moderní liberalismus se formoval v průběhu 20. století a jeho kořeny sahají do Square Deal a New Nationalism Theodora Roosevelta, New Freedom Woodrowa Wilsona, New Deal Franklina D. Roosevelta, Fair Deal Harryho S. Trumana, New Frontier Johna F. Kennedyho a Great Society Lyndona B. Johnsona. Moderní liberálové se staví proti konzervativcům ve většině otázek, ale ne ve všech. Ačkoli historicky souvisí se sociálním liberalismem a progresivismem, o současném vztahu mezi liberálními a progresivními názory se vedou diskuse. Moderní liberalismus je obvykle spojován s Demokratickou stranou, zatímco moderní konzervatismus je obvykle spojován s Republikánskou stranou.
V roce 1941 definoval Franklin D. Roosevelt liberální stranu takto:
| „ | Liberální strana věří, že s tím, jak se objevují nové podmínky a problémy, které muži a ženy nemohou řešit jako jednotlivci, je povinností vlády, aby sama našla nové prostředky, jak jim čelit. Liberální strana trvá na tom, že vláda má jednoznačnou povinnost využít všech svých sil a prostředků k tomu, aby novým sociálním problémům čelila novými sociálními prostředky - aby zajistila průměrnému člověku právo na jeho vlastní ekonomický a politický život, svobodu a snahu o štěstí. | “ |

V roce 1960 John F. Kennedy definoval liberála takto:
| „ | Co mají naši odpůrci na mysli, když nás nálepkují jako "liberály"? Pokud pod pojmem "liberál" rozumějí někoho, kdo je měkký ve své zahraniční politice, kdo je proti místní samosprávě a kdo se nestará o peníze daňových poplatníků, pak výsledky této strany a jejích členů ukazují, že takovými "liberály" nejsme. Pokud však "liberálem" myslí někoho, kdo se dívá dopředu, a ne dozadu, někoho, kdo vítá nové myšlenky bez zkostnatělých reakcí, někoho, komu záleží na blahu lidí - na jejich zdraví, bydlení, školách, pracovních místech, občanských právech a svobodách - někoho, kdo věří, že můžeme prolomit patovou situaci a podezíravost, která nás svírá v naší politice v zahraničí, pak pokud "liberálem" myslí právě toto, pak se hrdě hlásím k tomu, že jsem "liberál". | “ |

Keynesiánská ekonomická teorie hrála důležitou roli v ekonomické filozofii moderních liberálů. Moderní liberálové obecně věří, že národní prosperita vyžaduje vládní řízení makroekonomiky, aby se udržela nízká nezaměstnanost, inflace pod kontrolou a vysoký růst.[zdroj?] Oceňují také instituce, které brání ekonomické nerovnosti. Paul Krugman v knize The Conscience of a Liberal (Svědomí liberála) píše: "Věřím v relativně rovnou společnost podporovanou institucemi, které omezují extrémy bohatství a chudoby. Věřím v demokracii, občanské svobody a právní stát. To ze mě dělá liberála a jsem na to hrdý". Moderní liberálové často poukazují na rozsáhlou prosperitu, které se smíšená ekonomika těšila v letech po druhé světové válce. Věří, že svoboda existuje, když je všem dostupný přístup k nezbytným potřebám, jako je zdravotní péče a ekonomické příležitosti, a zasazují se o ochranu životního prostředí.

### Americké a evropské chápání pojmuliberalismus
Dnes se liberalismus v různých zemích používá různě. Jeden z největších kontrastů je mezi používáním ve Spojených státech a v Evropě. Arthur M. Schlesinger Jr. v roce 1956 napsal, že "liberalismus v americkém významu má jen málo společného s tím, jak se toto slovo používá v politice kterékoli evropské země, snad s výjimkou Velké Británie". V Evropě se liberalismem obvykle rozumí to, co se někdy nazývá klasický liberalismus, tedy závazek k malému státu, laissez-faire ekonomice a nezcizitelným právům jednotlivce. Tento klasický liberalismus někdy více odpovídá americké definici libertarianismu, i když někteří mezi klasickým liberalismem a libertarianismem rozlišují.
Ve Spojených státech se obecným pojmem liberalismus téměř vždy označuje moderní liberalismus, který je sociálnější variantou klasického liberalismu. V Evropě má tento sociální liberalismus blíže k evropské sociální demokracii, ačkoli původní formu zastávají některé liberální strany v Evropě, stejně jako frakce Beveridge Group v rámci Liberálních demokratů, Liberální lidová strana, Radikální liberální strana, Demokratické hnutí a Italská republikánská strana.

### Demografie amerických liberálů
Studie Pew Research Center z roku 2005 zjistila, že liberálové jsou ideologicky nejvzdělanější demografickou skupinou a s konzervativní podskupinou podnikatelů jsou nejbohatší skupinou. Z těch, kteří se označili za liberály, mělo 49 % vysokoškolské vzdělání a 41 % příjem domácnosti vyšší než 75 000 dolarů, zatímco celostátní průměr činil 27 % a 28 %. Liberalismus se stal dominantní politickou ideologií na akademické půdě - v závislosti na přesném znění průzkumu se 44-62 % respondentů označuje za liberály. Pro srovnání, v průzkumech z let 1969-1984 se za liberály označilo 40-46 % respondentů. Společenské a humanitní vědy byly nejliberálnější, zatímco obchodní a technické obory byly nejméně liberální, i když i na obchodních oborech převažovali liberálové nad konzervativci v poměru dva ku jedné. To posiluje častou otázku, zda jsou liberálové v průměru vzdělanější než konzervativci, jejich političtí oponenti. Dva průzkumy společnosti Zogby z let 2008 a 2010 potvrzují, že lidé, kteří se považují za liberály, mají větší tendenci studovat vysokou školu než lidé, kteří se považují za konzervativce. Průzkumy zjistily, že mladí Američané jsou podstatně liberálnější než celková populace. V roce 2009 bylo ve skupině 18-29 let 30 % liberálů. V roce 2011 se tento podíl změnil na 28 %, přičemž umírnění voliči tvoří dvě procenta.
Průzkum agentury Gallup z roku 2015 ukázal, že liberální názory v se společenských otázkách trvale nabývají ve Spojených státech od roku 1999 na popularitě. V roce 2015 je zhruba stejný počet liberálních a konzervativních Američanů (po 31 %), pokud jde o společenské otázky, přičemž liberální proud stále posiluje. Na začátku roku 2016 Gallup zjistil, že více Američanů se sice označuje za ideologicky konzervativní (37 %) nebo umírněné (35 %) než liberální (24 %), avšak od roku 1992 liberalismus postupně posiluje a v roce 2016 byl na svém 24letém maximu.

### Otázky 21. století
V politickém diskurzu Spojených států na počátku 21. století liberalismus zahrnuje podporu reprodukčních práv žen (včetně potratů) afirmativní akce pro historicky diskriminované menšiny, multilateralismus a podporu mezinárodních organizací, podporu práv jednotlivce nad zájmy korporací, podporu všeobecné zdravotní péče pro Američany, podporu práv LGBT a rovnosti manželství a odpor proti snižování daní bohatým.

## Filozofie

### Svoboda projevu
Američtí liberálové jsou otevření změnám a vnímaví k novým myšlenkám. Často přijímají myšlenky, které někteří jiní odmítají, jako je evoluce a katastrofická změna klimatu způsobená člověkem.
Liberálové se často vymezují vůči rozhodnutí Nejvyššího soudu USA z roku 2010 nazývaným Citizens United. Podle tohoto rozhodnutí je součástí práva korporací na svobodu projevu (které garantuje první dodatek americké ústavy) také svoboda neomezeně vynakládat výdaje na jakoukoli politickou stranu, politika nebo lobbistu, jak uznají za vhodné. Prezident Obama to označil za "velké vítězství velkých ropných společností, bank z Wall Street, soukromých zdravotních pojišťoven a dalších mocných zájmů, které každý den ve Washingtonu mobilizují svou moc, aby přehlušily hlasy obyčejných Američanů".

### Odpor vůči státnímu socialismu
Moderní liberalismus se obecně staví proti socialismu, pokud se jím rozumí alternativa ke kapitalismu založená na státním vlastnictví výrobních prostředků. Američtí liberálové obvykle mají pochybnosti o tom, že základy politické opozice a svobody mohou přežít, pokud je moc svěřena státu, jako tomu bylo v režimech státního socialismu. V souladu s "obecným pragmatickým, empirickým základem" liberalismu přijímá americká liberální filosofie myšlenku, že pokud lze dosáhnout značného blahobytu a rovnosti příležitostí prostřednictvím systému smíšeného vlastnictví, pak není zapotřebí rigidní a represivní byrokracie. Od 50. let 20. století se někteří liberální veřejní intelektuálové přiklonili k tvrzení, že volný trh může při vhodné regulaci poskytovat lepší řešení než ekonomické plánování shora. Ekonom Paul Krugman tvrdil, že v dosud státem ovládaných oblastech, jako je distribuce energie v celostátním měřítku a telekomunikace, může marketizace výrazně zvýšit efektivitu. Obhajoval také měnovou politiku - cílování inflace - s tím, že se "nejvíce blíží obvyklému cíli moderní stabilizační politiky, kterým je zajištění přiměřené poptávky čistým, nenápadným způsobem, který nenarušuje alokaci zdrojů". Tato narušení jsou takového druhu, která váleční a pováleční keynesiánští ekonomové akceptovali jako nevyhnutelný vedlejší produkt fiskální politiky, která selektivně snižovala některé daně pro spotřebitele a směřovala výdaje na vládou řízené stimulační projekty, i když tito ekonomové teoreticky zaujímali sporný odstup od některých Keynesových vlastních postojů, které spíše zdůrazňovaly stimulaci podnikatelských investic. Thomas Friedman je liberální novinář, který obecně obhajuje volný obchod jako prostředek ke zlepšení situace bohatých i chudých zemí.

### Role státu
Mezi liberály panuje zásadní neshoda, pokud jde o roli státu. Historik H. W. Brands poznamenává, že "růst státu je (podle snad nejběžnější definice) podstatou moderního amerického liberalismu". Podle Paula Starra "liberální ústavy omezují moc jednotlivých veřejných činitelů nebo složek státní správy i státu jako celku".

### Morálka
Podle kognitivního lingvisty George Lakoffa je liberální filozofie založena na pěti základních kategoriích morálky. První z nich, podpora spravedlnosti, je obecně popisována jako důraz na empatii jako žádoucí vlastnost. S touto společenskou smlouvou založenou na zlatém pravidle souvisí zdůvodnění mnoha liberálních postojů. Druhou kategorií je pomoc těm, kteří si sami pomoci nemohou. Pečovatelský a filantropický duch je v liberální filozofii považován za dobrý. To vede ke třetí kategorii, a sice k touze chránit ty, kteří se nemohou bránit sami. Čtvrtou kategorií je důležitost naplnění vlastního života, která umožňuje člověku prožít vše, co může. Pátou a poslední kategorií je důležitost péče o sebe sama, protože jen tak může člověk jednat a pomáhat druhým.

## Historiografie
Liberalismus stále více formoval americký intelektuální život ve 30. a 40. letech 20. století, a to zejména díky dvěma velkým dvousvazkovým studiím, které byly hojně čteny akademiky, pokročilými studenty, intelektuály i širokou veřejností. Byly jimi kniha Charlese A. Bearda a Mary Beardové The Rise of American Civilization (2 svazky; 1927) a kniha Vernona L. Parringtona Main Currents in American Thought (2 svazky; 1927). Beardovi odhalovali materiální síly, které formovaly americké dějiny, zatímco Parrington se zaměřil na materiální síly, které formovaly americkou literaturu. Podle Beardových se prakticky celé politické dějiny týkaly ostrého konfliktu mezi agrárníky, farmáři a dělníky vedenými jeffersonovci a kapitalisty vedenými hamiltonovci. Americká občanská válka znamenala velký triumf kapitalistů a představovala druhou americkou revoluci. Mladší historikové vítají realistický přístup, který zdůrazňoval tvrdé ekonomické zájmy jako mocnou sílu a bagatelizoval roli idejí. Parrington hovořil o probíhající krizi. Podle historika Ralpha Gabriela:
Kniha Main Currents se snažila sledovat historii liberalismu na americké scéně pro občany, kteří se ocitli v zoufalé situaci. Byla to doba, kdy americký liberalismus prostřednictvím New Dealu nastavil Spojeným státům demokratický středový kurz mezi soudobými evropskými extremismy, tedy komunismem na jedné straně a fašismem na straně druhé. [...] Styl Main Currents byl poháněn Parringtonovou oddaností věci humánního liberalismu, jeho vrcholnou humanistickou, demokratickou vírou. Demokratické sny romantické první poloviny 19. století vnímal jako vyvrcholení epického příběhu, k němuž směřovali první Američané a od něhož se pozdější Američané odvraceli.
Liberální čtenáři si okamžitě uvědomili, na jaké straně stojí v boji mezi jeffersonovskou demokracií a hamiltonovskými privilegii. Beardovi ani Parrington nevěnovali žádnou pozornost otroctví, rasovým vztahům ani menšinám. Například Beardovi "odmítali agitaci abolicionistů jako nepatrný přímý důsledek, protože nebyla pro veřejnost dostatečně přitažlivá".
Princetonský historik Eric F. Goldman pomohl definovat americký liberalismus poválečným generacím univerzitních studentů. První vydání jeho nejvlivnějšího díla vyšlo v roce 1952 spolu s publikací Rendezvous with Destiny: Dějiny moderních amerických reforem, která pokrývala reformní snahy od Grantových let až do 50. let 20. století. Po celá desetiletí byla tato kniha základem bakalářských studijních programů v oboru historie, vysoce ceněná pro svůj styl a výklad moderního amerického liberalismu. Podle Priscilly Robertsové:
Živě, čtivě a srozumitelně napsaná kniha poskytuje přehled osmi desetiletí reformátorů, doplněný poutavými příběhy mnoha osobností, a zdůrazňuje kontinuitu mezi úspěšnými americkými reformními hnutími. V době vrcholící studené války také tvrdil, že základní liberální tradice Spojených států je umírněná, centristická a inkrementalistická a rozhodně není socialistická a totalitní. Goldman sice obecně sympatizoval s americkými reformami, ale k některým jejich proponentům byl kritický. Progresivistům z období první světové války vyčítal vlažné přijetí Společnosti národů, americkým reformátorům dvacátých let důraz na svobodu životního stylu spíše než na ekonomické reformy a těm z třicátých let příliš tolerantní postoj k sovětskému Rusku. Jeho názory na americké reformátory minulosti vystihovaly konvenční, liberální a centristickou ortodoxii počátku 50. let, od podpory antikomunismu a mezinárodního aktivismu v zahraničí a velké vlády ve stylu New Dealu doma až po odsouzení mccarthismu..
Pro širokou veřejnost byl Arthur M. Schlesinger Jr. nejčtenějším historikem, sociálním kritikem a veřejným intelektuálem. Schlesingerovo dílo zkoumalo dějiny jacksonovské éry a zejména amerického liberalismu 20. století. Jeho hlavní knihy se zaměřovaly na vůdce, jako byli Andrew Jackson, Franklin D. Roosevelt, John F. Kennedy a Robert F. Kennedy. Byl Kennedyho poradcem v Bílém domě a jeho kniha A Thousand Days: John F. Kennedy in the White House získala v roce 1966 Pulitzerovu cenu. V roce 1968 Schlesinger psal Robertu F. Kennedymu projevy a po jeho smrti pak vydal biografii Robert Kennedy and His Times. Později zpopularizoval termín imperiální prezidentství a varoval před přílišnou mocí v Bílém domě, jejímž typickým představitelem byl Richard Nixon. Na konci své kariéry se postavil proti multikulturalismu.